# Diócesis de Koszalin-Kołobrzeg
La diócesis de Koszalin-Kołobrzeg (en latín: Dioecesis Coslinensis-Colubregana y en polaco: Diecezja koszalińsko-kołobrzeska) es una circunscripción eclesiástica de la Iglesia católica en Polonia. Se trata de una diócesis latina, sufragánea de la arquidiócesis de Szczecin-Kamień. Desde el 19 de marzo de 2025 es sede vacante y su administrador diocesano es el obispo auxiliar Krzysztof Zadarko.

## Territorio y organización

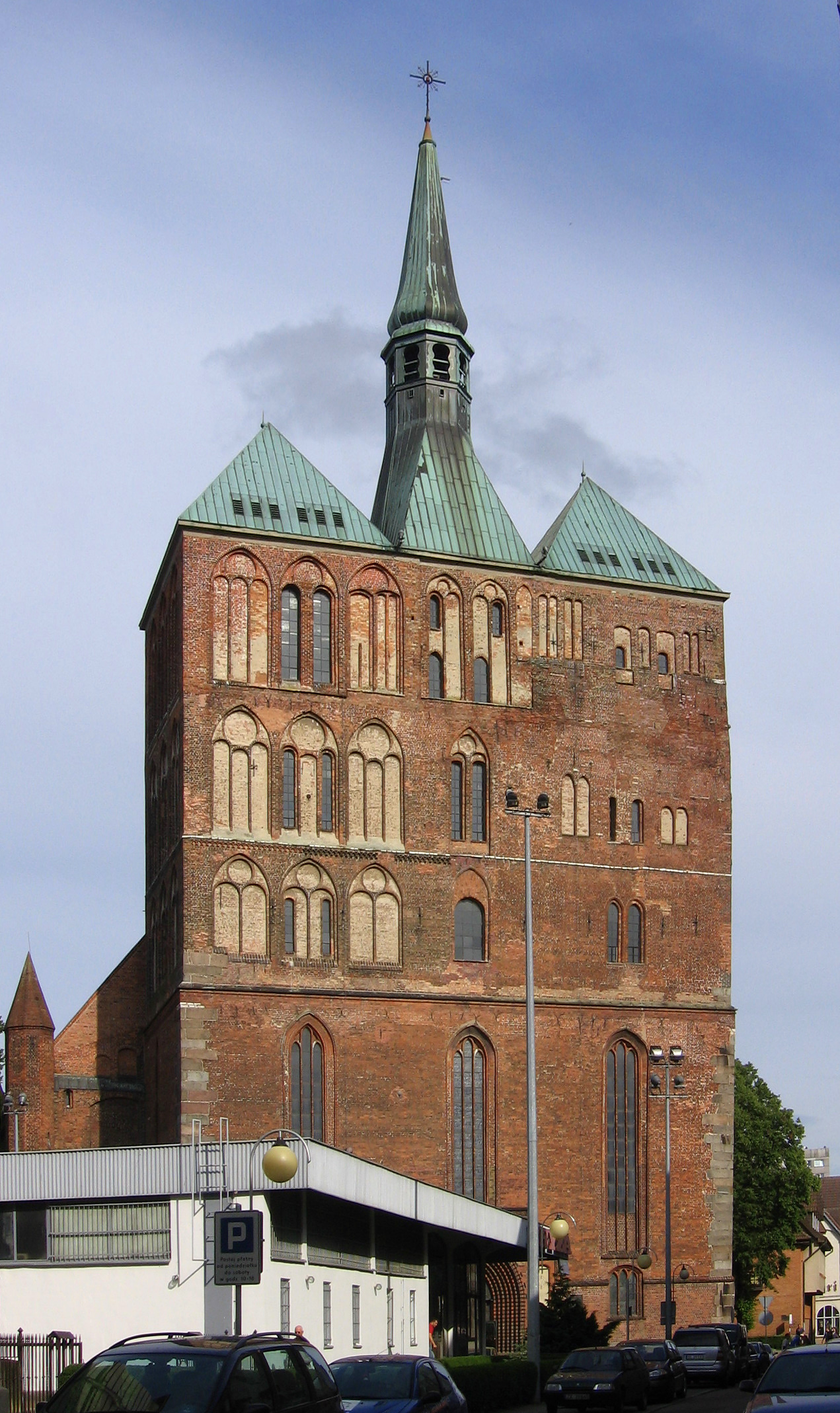
Concatedral de la Asunción de la Virgen María, en Kołobrzeg

La diócesis tiene 14 640 km² y extiende su jurisdicción sobre los fieles católicos de rito latino residentes en parte de los voivodatos de Pomerania, Pomerania Occidental y Gran Polonia y se extiende sobre los municipios de Koszalin, Słupsk, Piła, Kołobrzeg, Szczecinek, Wałcz, Białogard, Ustka, Trzcianka, Świdwin, Darłowo, Sławno, Złocieniec, Miastko, Drawsko Pomorskie, Jastrowie, Połczyn-Zdrój, Czaplinek, Sianów, Czarne, Krzyż Wielkopolski, Karlino, Bobolice, Borne Sulinowo, Kalisz Pomorski, Kępice, Okonek, Barwice, Polanów, Mirosławiec, Tychowo, Gościno, Człopa, Biały Bór, Tuczno, Szydłowo y Wieleń (parte septentrional).

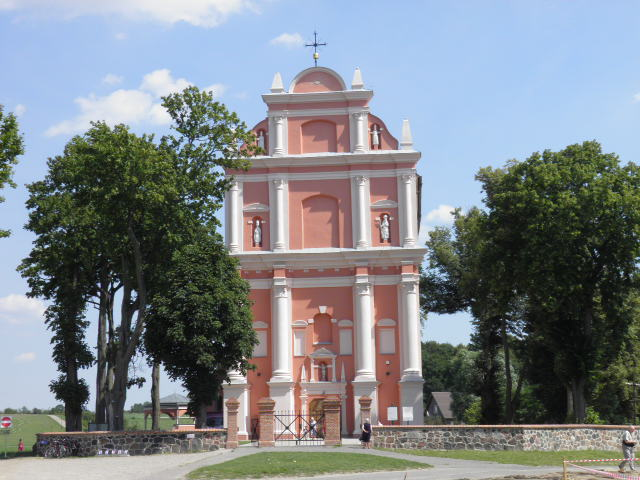
Basílica menor de la Asunción de la Santísima Virgen María, en Skrzatusz

La sede de la diócesis se encuentra en la ciudad de Koszalin, en donde se halla la Catedral de la Inmaculada Concepción de la Virgen María. En Kołobrzeg se encuentra la Concatedral de la Asunción de la Virgen María. En la diócesis también se encuentran la iglesia de la Sagrada Familia, ubicada en Piła, que fue la catedral de la prelatura territorial de Schneidemühl; y la basílica menor de la Asunción de la Santísima Virgen María, en Skrzatusz, en el municipio de Szydłowo.
En 2023 en la diócesis existían 220 parroquias agrupadas en 24 decanatos.

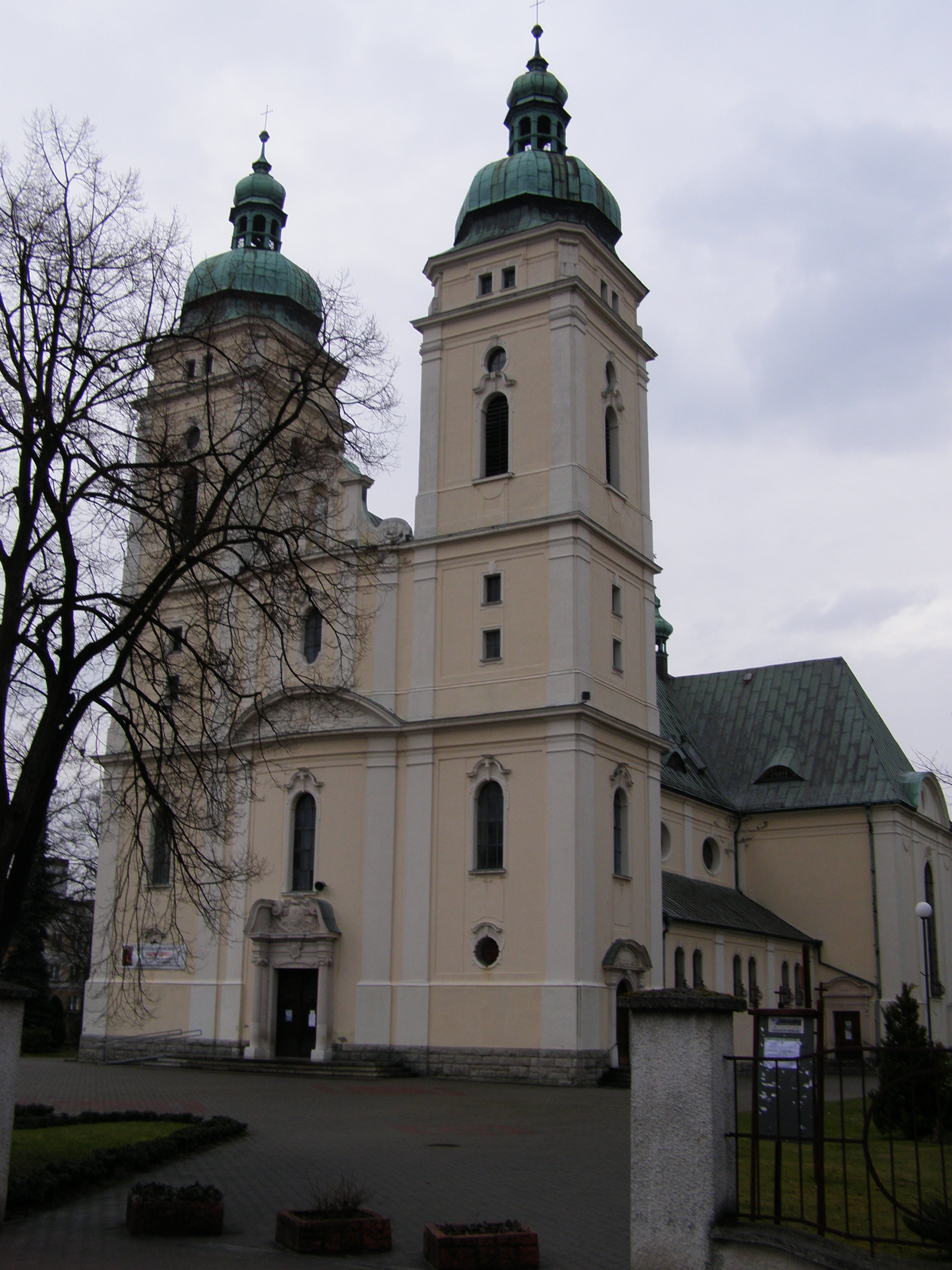
Excatedral de la Sagrada Familia, en Piła

## Historia
Kołobrzeg fue la sede de una diócesis medieval (la diócesis de Kołobrzeg), erigida en 1000 como sufragánea de la arquidiócesis de Gniezno, que fue la primera sede metropolitana polaca. Fue nombrado como primero, y único obispo, Reinbern. Su política de destrucción de ídolos paganos condujo a un levantamiento popular que lo obligó a huir. Caído en desgracia con el rey, fue arrestado y murió en prisión en 1012 o 1013. A su muerte, la diócesis fue suprimida. Se desconoce el lugar de la catedral primitiva. A principios del siglo XIII se construyó la iglesia de Santa María, que se convirtió en una iglesia universitaria en 1219, con su propio capítulo y una escuela capitular. Reconstruida en estilo gótico a principios del siglo XIV, fue destruida en 1945 durante la Segunda Guerra Mundial. Reconstruida, se convirtió en concatedral de la diócesis de Koszalin-Kołobrzeg.
La diócesis moderna fue erigida el 28 de junio de 1972 mediante la bula Episcoporum Poloniae del papa Pablo VI, obteniendo el territorio de la diócesis de Berlín (hoy arquidiócesis de Berlín) y de la prelatura territorial de Schneidemühl. Originalmente era sufragánea de la arquidiócesis de Gniezno.
El 25 de marzo de 1992, como parte de la reorganización de las diócesis polacas deseada por el papa Juan Pablo II mediante la bula Totus Tuus Poloniae populus, se convirtió en parte de la provincia eclesiástica de Szczecin-Kamień. Al mismo tiempo cedió porciones de su territorio a la diócesis de Pelplin e incorporó porciones del territorio que pertenecía a la diócesis de Gorzów (hoy diócesis de Zielona Góra-Gorzów).
El 24 de febrero de 2004 cedió una parte de su territorio para la erección de la diócesis de Bydgoszcz mediante la bula Dilectorum Polonorum del papa Juan Pablo II.

## Estadísticas
Según el Anuario Pontificio 2024 la diócesis tenía a fines de 2023 un total de 832 240 fieles bautizados.
| Año                                                                             | Población            | Población | Población      | Sacerdotes | Sacerdotes    | Sacerdotes    | Bautizados por sacerdote | Diáconos permanentes | Religiosos | Religiosos | Parroquias |
| Año                                                                             | Bautizados católicos | Total     | % de católicos | Total      | Clero secular | Clero regular | Bautizados por sacerdote | Diáconos permanentes | Varones    | Mujeres    | Parroquias |
| ------------------------------------------------------------------------------- | -------------------- | --------- | -------------- | ---------- | ------------- | ------------- | ------------------------ | -------------------- | ---------- | ---------- | ---------- |
| 1980                                                                            | 929 000              | 983 000   | 94.5           | 363        | 255           | 108           | 2559                     |                      | 116        | 289        | 183        |
| 1990                                                                            | 967 200              | 1 019 700 | 94.9           | 459        | 343           | 116           | 2107                     |                      | 124        | 314        | 229        |
| 1999                                                                            | 850 000              | 930 000   | 91.4           | 504        | 385           | 119           | 1686                     |                      | 130        | 288        | 220        |
| 2000                                                                            | 849 500              | 928 000   | 91.5           | 506        | 388           | 118           | 1678                     |                      | 128        | 273        | 223        |
| 2001                                                                            | 850 000              | 935 000   | 90.9           | 522        | 397           | 125           | 1628                     |                      | 131        | 257        | 223        |
| 2002                                                                            | 850 000              | 933 000   | 91.1           | 522        | 411           | 111           | 1628                     |                      | 119        | 276        | 226        |
| 2003                                                                            | 890 000              | 965 050   | 92.2           | 537        | 418           | 119           | 1657                     |                      | 126        | 276        | 227        |
| 2004                                                                            | 890 000              | 965 000   | 92.2           | 537        | 419           | 118           | 1657                     |                      | 125        | 276        | 227        |
| 2006                                                                            | 910 900              | 925 000   | 98.5           | 527        | 415           | 112           | 1728                     |                      | 119        | 255        | 217        |
| 2013                                                                            | 833 058              | 912 929   | 91.3           | 565        | 441           | 124           | 1474                     |                      | 131        | 231        | 220        |
| 2016                                                                            | 833 058              | 912 929   | 91.3           | 563        | 433           | 130           | 1479                     |                      | 135        | 227        | 220        |
| 2019                                                                            | 811 430              | 901 120   | 90.0           | 536        | 412           | 124           | 1513                     |                      | 129        | 234        | 221        |
| 2021                                                                            | 820 960              | 911 700   | 90.0           | 541        | 412           | 129           | 1517                     |                      | 135        | 227        | 221        |
| 2023                                                                            | 832 240              | 917 160   | 90.7           | 552        | 419           | 133           | 1507                     |                      | 139        | 231        | 220        |
| Fuente: Catholic-Hierarchy, que a su vez toma los datos del Anuario Pontificio. |                      |           |                |            |               |               |                          |                      |            |            |            |

## Episcopologio
- Ignacy Ludwik Jeż † (28 de junio de 1972-1 de febrero de 1992 retirado)
- Czesław Domin † (1 de febrero de 1992-15 de marzo de 1996 falleció)
- Marian Gołębiewski (20 de julio de 1996-3 de abril de 2004 nombrado arzobispo de Breslavia)
- Kazimierz Nycz (9 de junio de 2004-3 de marzo de 2007 nombrado arzobispo de Varsovia)
- Edward Dajczak (23 de junio de 2007-2 de febrero de 2023 renunció)
- Zbigniew Jan Zieliński, (2 de febrero de 2023 por sucesión-19 de marzo de 2025 nombrado arzobispo de Poznan)